# Dyżurny Satyryk Kraju
Dyżurny Satyryk Kraju – cykliczny program rozrywkowy nadawany od 1 października 1995 do 23 czerwca 2001 przez Telewizję Polsat oraz w 2008 r. na antenie PomeraniaTV (TV7 Szczecin) w formie kilkuminutowych felietonów. Jego twórcą oraz prezenterem był Tadeusz Drozda. Występowali w nim również: córki Drozdy (Małgorzata, Joanna i Ewa), Janusz Rewiński, Krzysztof Piasecki, Jan Płócienniczak, kabaret Klika, kabaret Pirania oraz Stanisław Zygmunt. Współproducentem programu - wraz z Tadeuszem Drozdą - były: Agencja Artystyczna Droart i Adar Video Studio. W Polsacie wyemitowano 350 odcinków programu, a w PomeraniaTV – 13.

## Historia i opis programu
Pierwsze wydanie „Dyżurnego Satyryka Kraju" nastąpiło 1 października 1995 o godzinie 15:00 na antenie Polsatu. Program składał się z serii segmentów autorstwa tytułowego „Dyżurnego Satyryka Kraju" oraz zapraszanych przez niego satyryków, którzy od czasu do czasu byli również gospodarzami programu w zastępstwie autora. Gośćmi programu byli okazjonalnie polscy politycy, z którymi Tadeusz Drozda przeprowadzał wywiady (w przypadku jednego z wydań świątecznych – np. były prezydent Lech Wałęsa).
Cykl nawiązywał do sukcesu innego programu Tadeusza Drozdy – „Śmiechu warte", emitowanego równolegle w TVP1 (w przypadku obu programów za muzykę odpowiadał Aleksander Nowacki).
Zwieńczeniem, ukazującego się co tydzień programu - podobnie jak w przypadku jego odpowiednika z TVP1 - były konkursy dla widzów, prowadzone najczęściej przez Małgorzatę Drozdę (zazwyczaj w przypadku tych fotograficznych), samego gospodarza, bądź ich obojga. Ostatnie wydanie programu w telewizji Polsat ukazało się 23 czerwca 2001.
W 2008 r. program był na krótko przywrócony w lokalnej TV Pomerania, w postaci krótkich felietonów Tadeusza Drozdy.